# Livin de Hondt
Livin de Hondt († 1650), dont le nom est latinisé en Lævinus Canisius, est un carme flamand, propagateur de la Réforme de Touraine dans les Pays-Bas espagnols.

## Biographie
Livin de Hondt est né à Gand, à la fin du XVIe siècle. Entré chez les carmes de sa ville natale, il décroche en Italie un doctorat en théologie, avant de regagner les Pays-Bas méridionaux, où il sera successivement prieur des couvents d'Anvers, Gand et Alost. Après avoir été nommé commissaire général, il est mis à la tête de sa province : il y poursuivra l'œuvre initiée par Martin De Hooghe, en introduisant dans plusieurs communautés la Réforme de Touraine, mouvement de stricte observance lancé par Philippe Thibault à Rennes, au début du XVIIe siècle. Dans cette perspective d'un retour aux priorités contemplatives, Livin rétablit à Liedekerke, près de Ninove, l'ermitage Notre-Dame ter Muylen. Sur ce site, en 1349, une chapelle avait été édifiée par Henri de Flandre, seigneur de Liedekerke, et ses frères. Ultérieurement, un couvent carmélitain s'y était développé, dont la communauté avait été ensuite transférée à Alost, et les bâtiments détruits, avant que Livin n'y élève une maison de récollection, dont Berthold de Saint-Joseph et François de l'Enfant-Jésus seront successivement les vicaires par la suite. Décédé à Alost, le 28 décembre 1650, Livin est enseveli dans le cloître du couvent.

## Postérité
En lien avec ses activités de réformateur, Livin a laissé des notes sur la Règle et les statuts de l'Ordre. Canoniste réputé, il a rédigé un ouvrage juridique, dont le manuscrit était autrefois conservé chez les carmes d'Anvers. Il convient encore de souligner que ce théologien de renom se rendait utile aussi bien aux membres du Grand conseil de Malines, qu'aux familles pauvres de sa région.

### Œuvres
- Scholiae et notae in Regulam et Statua Ordinis Carmelitani.
- Compendium Juris Canonici, et Civilis

### Études
- J.-N. Paquot, « Livin de Hondt, Lævinus Canisius », Mémoires pour servir l'histoire littéraire des dix-sept provinces des Pays-Bas, de la principauté de Liège, et de quelques contrées voisines, Louvain, Imprimerie Académique, t. III,‎ 1770, p. 150, col. 1-2 (lire en ligne).